# Zheng Dayong
Zheng Dayong (chiń. 郑达庸) – chiński dyplomata.
Ambasador Chińskiej Republiki Ludowej w trzech krajach. Pomiędzy styczniem 1987 a czerwcem 1990 pełnił funkcję ambasadora w Republice Jemeńskiej (wtedy Ludowo-Demokratyczna Republika Jemenu). Następnie był ambasadorem w Republice Iraku między czerwcem 1990 a majem 1994. W okresie od kwietnia 1994 do maja 1997 był natomiast ambasadorem w Królestwie Arabii Saudyjskiej.